# 침대

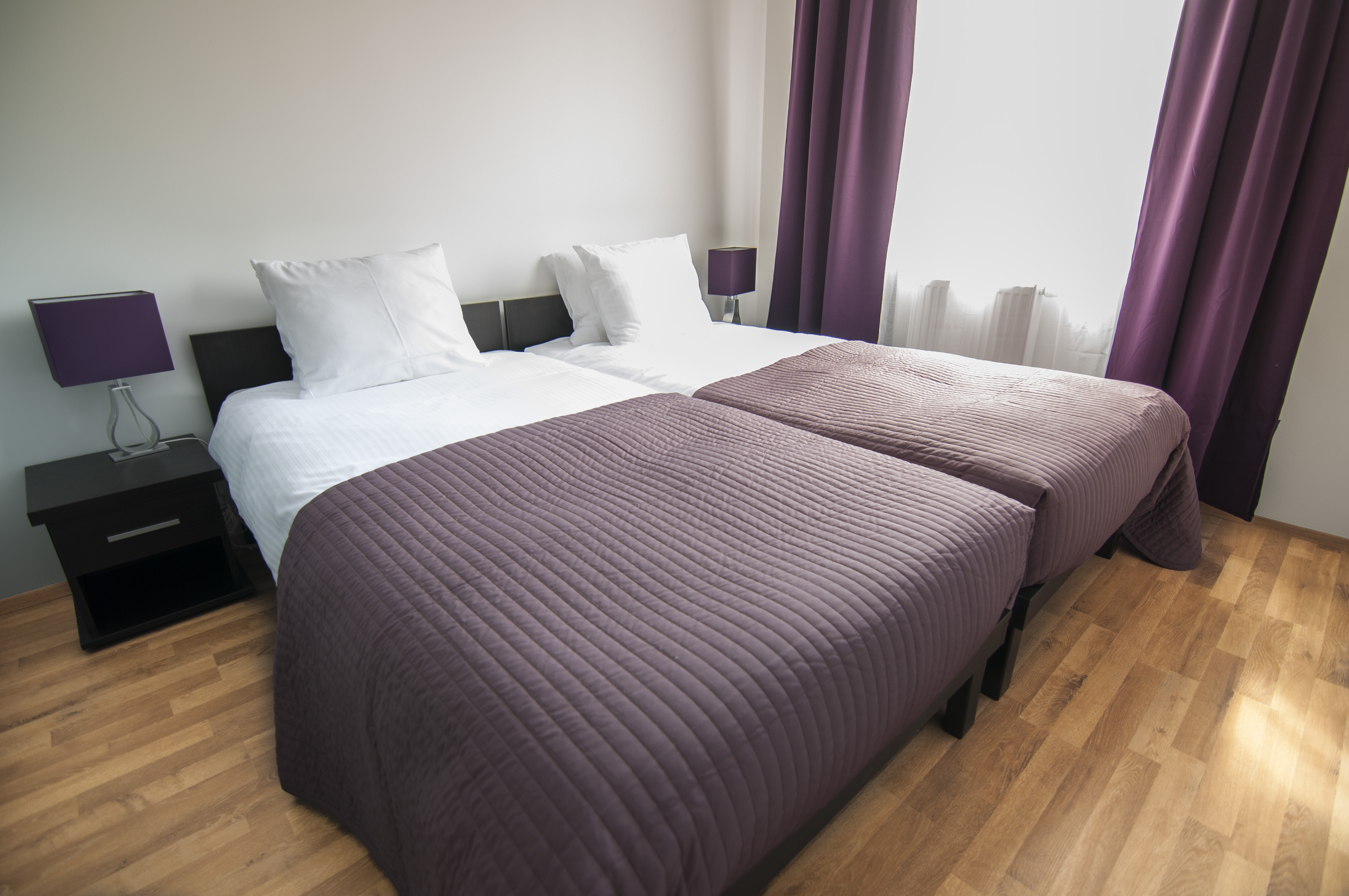
트윈 침대

침대(寢臺)는 사람이 취침할 수 있도록 만든 가구를 뜻한다. 종류는 보통 일반형 사각 침대와 접이식 침대로 구분한다. 일반적인 침대 외에 좁은 공간에서 활용할 수 있는 '이층침대'가 있으며 침대 대용으로 캠핑할 때에 사용하는 침낭도 있다.
그리고 침구중에서는 이불, 베개 등이 있다. 

## 역사
침대의 역사는 이집트의 고왕조(古王朝) 시대의 유구(遺構)가 남아 있으며, 서양에서는 고대 이집트에서 현대에 이르기까지 오랜 전통이 계승되어 민족 ·풍토 ·생활양식 등의 여러 조건에 의해 여러 가지 형태가 있다.

### 초기의 침대
지푸라기나 그 밖의 자연 소재(짐승 가죽, 말린 고사리 등)와 같은 물질로 구성되었다. 중요한 변화는 오물이나 해충을 피하기 위해 침대를 땅으로부터 들어올린 것이다. 침구는 남아프리카 시부두 동굴에서 처음 발견되었으며, 기원전 77,000년으로 거슬러 올라간다.

### 고대의 침대

#### 이집트
4개의 동물다리 형태로 지지(支持)하고 그것에 족대(足臺)를 붙인 형식이며, 귀부인의 침대에는 머리 모양이 흐트러지지 않게 머리받이도 비치되어 있었다. 특수한 것으로는 죽은 사람을 위한 호화스런 침대나 접을 수 있는 것도 있었다.

#### 그리스
영어에서 베드의 의미는 ‘숨는 장소’라는 뜻으로 동굴거주 시대의 자취이다. 원시시대를 거쳐 고대 그리스 로마인들에게 있어 침대는 사회생활의 중심이었으며 그리스 Kline(recline 눕다) 라는 간소한 형태의 침대가 생겨났다. Kline은 얇고 성기게 속이 채워진 매트리스인 이집트인의 것보다 부드럽고 푹신한 형태였는데, 클리네라고 하는 4각식에 헤드레스트(headrest)를 갖춘 간소한 침대가 유행하였는데, 이것은 또 식사나 사교를 위한 소파로 사용되었다. 로마에서는 상류계급 저택의 식당에 청동이나 대리석으로 만든 헤드레스트가 달린 호화스런 침대가 놓여 있었다. 이것은 잠을 자는 용도라기보다는 그 위에서 식사를 하기 위한 것이었다. 침대는 이와 같은 용도 외에 독서용으로서도 사용되었다.

### 중세의 침대
침실은 원두막에서 통나무집-잠자리방-오늘날의 침실로 변천해왔다. 중세의 앵글로색슨인은 영주(Lord), 전사(Warrior), 가신(Vassal)들이 모두 함께 낮에는 큰 홀에서 생활하고 밤에는 架臺(가대: 무엇을 얹기 위하여 밑에 받쳐 세운 구조물)식탁위에서 ale-friends(맥주의 일종)을 흥청거리며 마신 뒤에 이곳에서 잠을 잤는데, 보통은 발을 불쪽으로 하고 원을 그려 망토로 몸을 감싸거나 올이 굵은 삼베로 된 매트리스 대용품 위에서 잠을 잤다.

#### 중세 시대의 ‘영주’
영주(領主)의 저택에는 간이침대가 사용되었다. 당시 영주들이 사는 집에는 사생활을 보호할 수 있는 개별 방이 없었다. 간이침대에 영주의 부부와 친척, 하인 등이 한 방에서 길게 만든 간이 침대에서 잠을 잤으며 남자 여자로만 구분하였다.

#### 14세기 후반
천개(天蓋)를 설치하고 커튼을 달아 침대에서 식사를 하는 습관은 없어졌지만 잠을 자는 공간으로서 침대에 대한 개념은 없었다. 이는 사생활 공간에 대한 개념이 없었음을 뜻한다.

#### 15세기르네상스시대
신분이 높은 귀족들 사이에서 침대가 사용되기 시작했다. 당시 침대는 사회적 권위를 나타내기 위한 것이었고 우산 모양의 천개와 아름다운 무늬를 넣어 짠 커튼을 드리우고 헤드보드(headboard)에는 화려한 조각을 하여, 전체를 대좌(臺座) 위에 올려 놓은 호화로운 것이었다. 그것은 침실이 공적인 알현(謁見) 장소로 사용되었기 때문이다. 하지만 침대는 일반 대중들에게 사용되지는 못했다.

#### 17세기바로크시대
군주(君主)는 ‘권위의 침대’라고 부르는 호화로운 장식으로 치장된 침대를 알현이나 회의 시에 사용하여 지배자의 권위를 나타내었다. 또한 귀부인들을 위해서는 ‘공비(公妃)의 침대’라고 하는 것이 있었다.

#### 18세기
사생활에 대한 개념이 본격적으로 생겨나고 일반 주택에서도 개인별, 용도별 공간이 구분되자 침대를 사용하는 문화도 확산되기 시작했다. 1인용 침대가 생겨나고 쿠션과 화려한 장식을 한 침대가 등장했다. 또한 보온을 위하여 천장에서부터 커튼을 내리고 그 안에 목제 침대를 설치했다. 프랑스와 북유럽에서는 4개의 조각된 기둥으로 천개를 떠받친 형식의 것이 유행하였다. 살롱 생활이 유행한 귀족들은 권위를 위한 침대보다도 우아한 형태의 침대를 좋아하였는데, ‘천사의 침대’, ‘폴로네즈의 침대’, ‘알코브 침대’, ‘왕관침대’라고 하는 것이 생겼다.

#### 로코코시대
대낮 휴식에 사용하는 데이베드 등도 유행하였다. 이 시대의 침대는 귀족들의 생활을 향락하기 위한 도구로서 아름다움과 잠자기 좋은 것에 중점을 두었다.

### 현대의 침대
18세기까지의 침대는 4개의 긴 다리와 그것을 기둥의 형태로 늘려서 그 위에 천정을 만든 것으로 주위에 천을 둘러서 안이 보이지 않도록 했다. 여기서 천정이 제거되고 기둥이 사라져 침대는 이른바 의자위에 매트리스를 깐 것 같은 모양이 되었는데, 17세기 후반에는 일반시민에게 실용화되었고, 20세기에 이르러서는 실용성과 함께 장식성을 추구하는 현재의 모습으로 발전해 오고 있다.

#### 19세기 후반
침대는 비로소 서민계급 사이에 보급됨에 따라 장식적인 면보다도 실용적인 면에 중점을 두게 되었다.

#### 20세기
재료의 개발과 생산기술의 진보로 다양한 형식의 것이 만들어지게 되어 실용성과 아울러 새로운 의미에서의 장식성을 추구하게 되었다.

## 종류

### 용도에 따라
- 일반가정용 침대

- 병원 침대

- 군대용 침대

- 차량 침대

- 계단 침대

- 알코브 침대

- 소파겸용 침대

### 크기에 따라
- 더블 침대(2인용)

- 싱글 침대(1인용)

- [[세미더블 침대(싱글과 더블의 중간형)

- 어린이용침대

- 유아용침대

- 2단 침대

- 야전용 목조침대(아이디얼 베드)

### 이용 면에 따라
- 트윈 침대

- 세미더블형 침대

- 2단 침대

## 침대의 크기
크기는 매트리스의 치수로 나타낸다.
폭은 싱글 침대 95∼100 cm, 세미더블 침대는 110∼120 cm, 더블 침대 140∼150 cm이고, 길이는 195∼200 cm이다.

## 같이 보기
- 침구
- 침대보
- 베개
- 이불
- 장롱